# 阿斯克尔
阿斯克尔（挪威語：Asker）是挪威東南部阿克什胡斯郡的一個市镇，行政中心为阿斯克尔镇。市镇面积为376.6平方公里，2022年人口数量为96,088人。
於1938年1月1日設市。2020年1月1日，位于阿克什胡斯郡的阿斯克尔市镇和布斯克吕郡的略肯和許呂姆两市镇合并成新的阿斯克尔市镇，并归属新设立的维肯郡。然而维肯郡于2024年1月1日解散，阿斯克尔市镇（包括原略肯及許呂姆部分）划至阿克什胡斯郡。
阿斯克尔位於挪威首都奧斯陸市郊。阿斯克尔擁有美麗的海灘的同時，也有山峰和森林等景觀，同時還有許多重要的企業。1963年，第一家開設在瑞典以外地區的宜家商場在阿斯克尔開業。